# Verbascum latisepalum
Verbascum latisepalum är en flenörtsväxtart som beskrevs av Hub.-mor.. Verbascum latisepalum ingår i släktet kungsljus, och familjen flenörtsväxter. Inga underarter finns listade i Catalogue of Life.